# Lixophaga caledonia
Lixophaga caledonia är en tvåvingeart som först beskrevs av Charles Howard Curran 1929.  Lixophaga caledonia ingår i släktet Lixophaga och familjen parasitflugor. Inga underarter finns listade i Catalogue of Life.